# Turbocharged Direct Injection

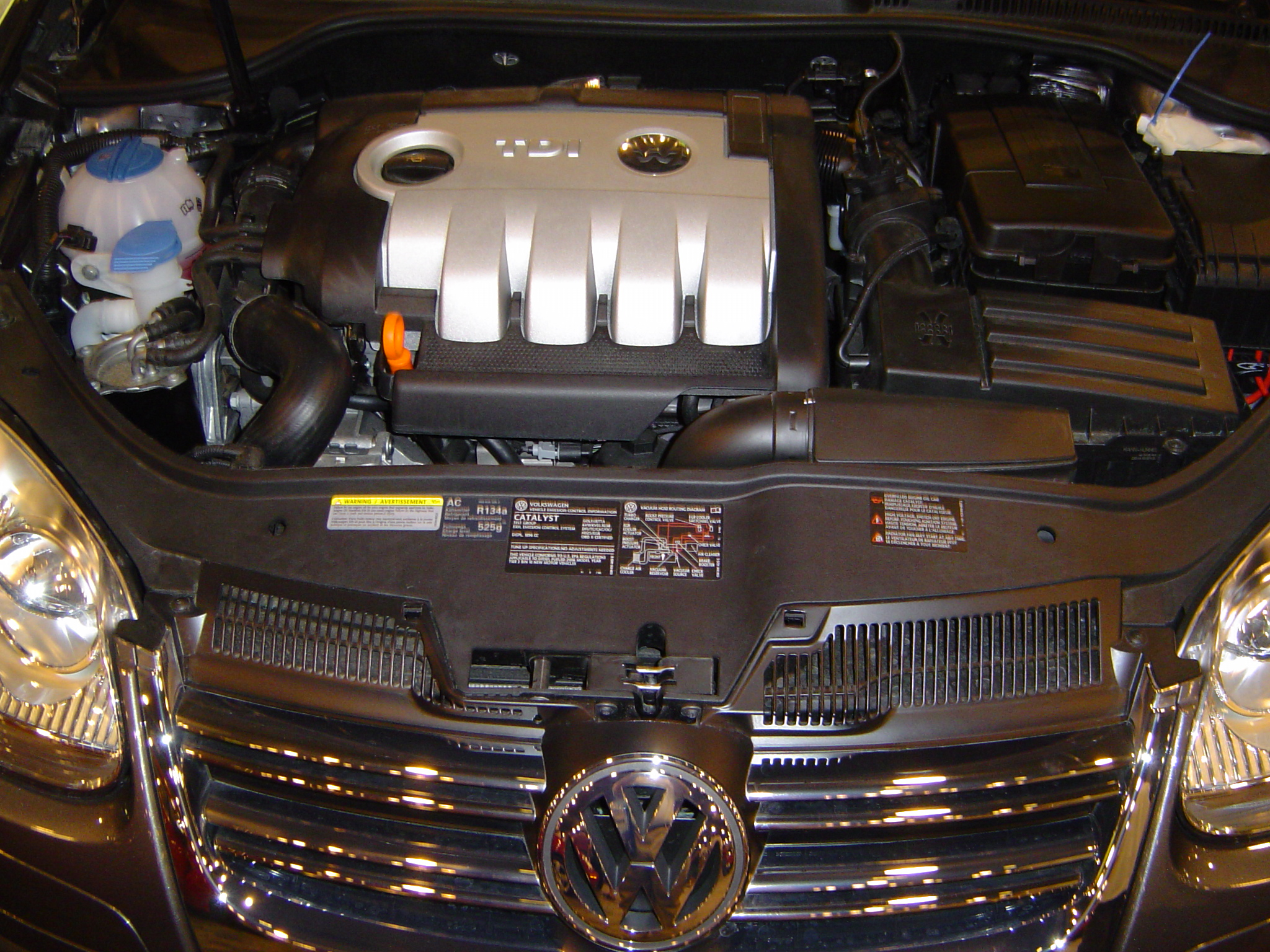
Een 2.0 TDI in een Volkswagen Jetta.

Turbocharged Direct Injection, afgekort met TDI, is de naam die de Volkswagen Group hanteert voor haar dieselmotoren. TDI staat voor turbogeladen directe inspuiting en is een inspuitsysteem voor dieselmotoren dat Audi in 1989 heeft ontwikkeld.

## TDI
De eerste TDI-motor kwam in 1990 op de markt en werd meteen een groot succes omdat hij de nadelen van een dieselmotor grotendeels liet verdwijnen. De gebruikelijke dieselmotor in die tijd had indirecte injectie zonder turbo waardoor deze achterbleef qua prestaties. De TDI-motor wist de zuinigheid van een dieselmotor te combineren met de prestaties van een atmosferische benzinemotor of zelfs meer. Het TDI-concept wordt op alle dieselmotoren van Audi, Volkswagen, Volkswagen Bedrijfswagens, Škoda, SEAT en Porsche gebruikt.

### Verdeelpomp
Bij de eerste TDI-motoren werd er met een verdeelpomp gewerkt, een centrale pomp die de brandstof over de cilinders verdeelt. Deze pomp kan een druk halen van 1000 bar waardoor de brandstof zeer fijn verneveld wordt in de verbrandingskamer. Audi begon ermee met de 2.5L vijfcilinder in de Audi 100. Later verschenen er een 1,9-liter TDI en een 2,5-liter V6 TDI met deze techniek. Ook de vijfcilinder van de Volkswagen Transporter werd voorzien van deze TDI-techniek.

### Pompverstuiver
In 1998 verscheen er een nieuw inspuitsysteem met pompverstuivers. Hierbij heeft elke cilinder een aparte pomp die de brandstof onder hoge druk injecteert voor een zeer fijne verneveling. Het pompverstuiver principe is ontwikkeld door Volkswagen in samenwerking met Bosch. Tevens was in die tijd het common-rail systeem in opmars. Bij common-rail wordt de brandstof eveneens onder zeer hoge druk door een leiding geperst en verdeeld over de cilinders. De common-rail inspuiting van die tijd ging tot een maximale druk van 1.350 bar. Volkswagen vond echter dat deze druk niet hoog genoeg was en dacht dat er meer uit een dieselmotor te halen viel. Zodoende werd er samen met Bosch de pompverstuiver ontwikkeld. Het resultaat was een pompje dat een druk kan halen van 2.025 bar, wat aanzienlijk meer is dan de druk van common-rail. Een ander voordeel van pompverstuivers is dat er meerdere inspuitingen en een verschillende hoeveelheid brandstof per arbeidsslag plaats kunnen vinden, afhankelijk van de situatie van de motor. Een motor met pompverstuivers levert zijn maximale trekkracht ook eerder dan een common-rail motor. Het nadeel van deze techniek is dat de ontwikkelingskosten erg hoog zijn en Volkswagen afhankelijk was van de techniek van Bosch. Daarom werd er besloten dat Audi zich ging concentreren op de ontwikkeling van een common-rail systeem en Volkswagen op het pompverstuiversysteem.
De eerste pompverstuivermotoren waren de 1,9-liter TDI-motoren in een aantal varianten. Later werden ook de 2,5-liter vijfcilinder dieselmotoren uit de Volkswagen Transporter voorzien van pompverstuivers. Ook verscheen er een 1,4-liter driecilinder met deze techniek. De opmerkelijkste motor met pompverstuivers is de 5,0-liter V10 TDI uit de Volkswagen Touareg en de Volkswagen Phaeton die een maximaal koppel levert van 750 Nm en in de Touareg R50 zelfs 850 Nm levert. Als vervanger voor de 1,9-liter TDI-motoren introduceerde Volkswagen in 2005 een 2,0-liter TDI eveneens met deze techniek. In 2006 kwam de laatste motor met pompverstuivers op de markt, een 2,0-liter TDI met 170 pk en 350 Nm. Bij deze motor is de druk van de pompjes geen 2.025 bar meer maar verhoogd naar 2.200 bar. Tevens is de motor voorzien van piëzo-injectoren met meerdere inspuitgaatjes en inspuitmomenten.

### Common-rail
Vlak na de eerste pompverstuivers van Volkswagen kwam Audi in 2000 met de eerste common-rail motor, een ontwikkeling in inspuiting voor dieselmotoren van Fiat. Het betrof een 3,3-liter V8 TDI die verscheen in de Audi A8. Later zou Audi nog meer grote motoren met common-rail ontwikkelen die zowel in Audi's als in andere merken van VAG kwamen. Rond 2007 en 2008 worden de viercilinder TDI-motoren met pompverstuiver vervangen door exemplaren met common-rail. Deze motoren lopen rustiger en stiller. Ook de vermogensopbouw is geleidelijker dan een pompverstuiver die een meer explosieve vermogensontplooiing heeft.

## SDI
Er bestaan ook SDI-motoren, dit is een goedkopere variant zonder hogedruk turbo. De afkorting SDI betekent 'Saugdiesel Direct Injection'. Deze worden in kleinere modellen gebruikt als een goedkoper alternatief, zoals de VW Golf, Polo, Škoda Fabia en diverse bedrijfsauto's van Volkswagen. De SDI-motoren zijn minder krachtig dan TDI-motoren doordat ze de turbo missen en er dus geen extra lucht aangezogen wordt. Ze maken wel gewoon gebruik van pompverstuivers.

## Autosport

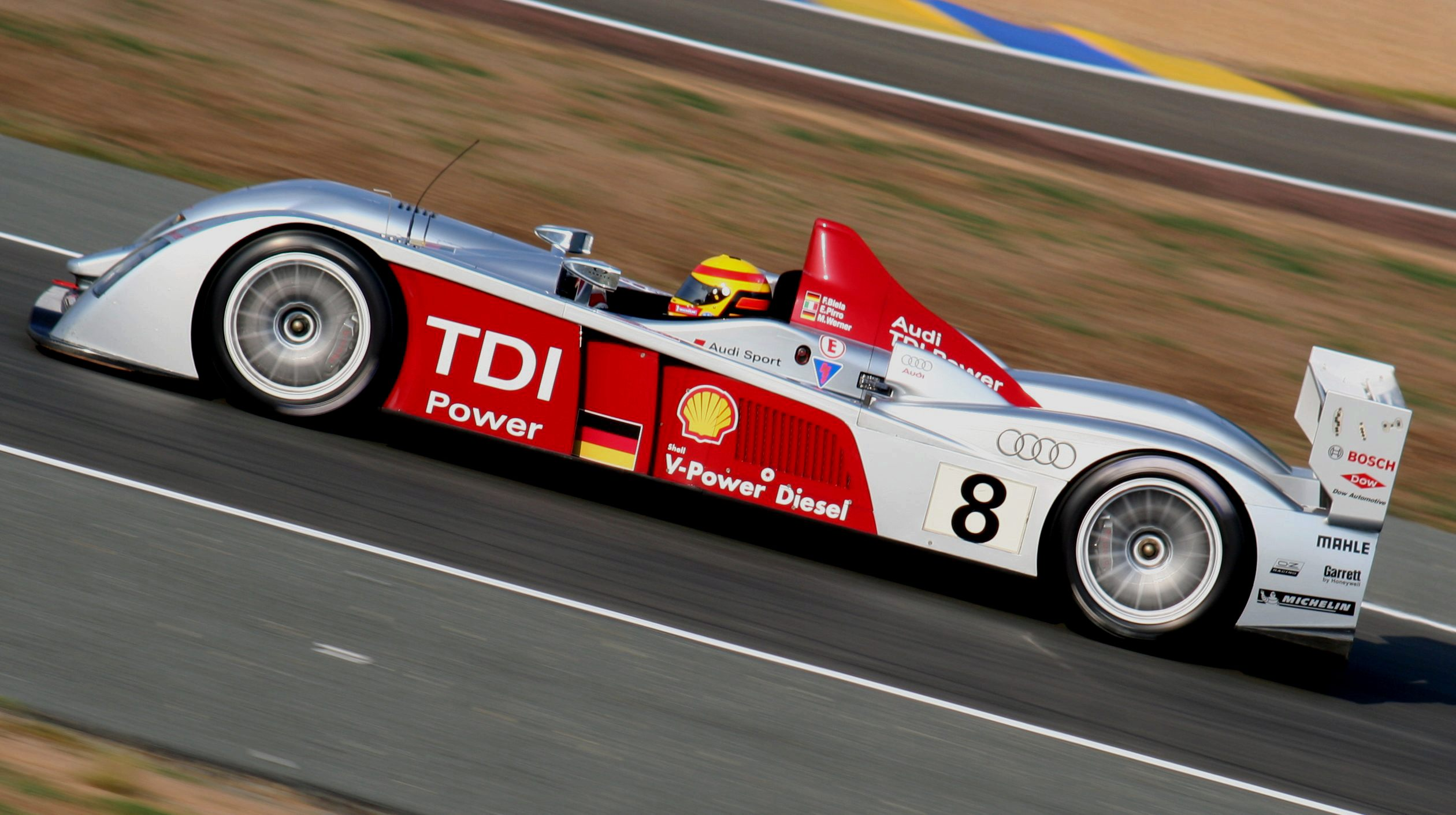
De Audi R10.

In 2006 won Audi de 24 uur van Le Mans met de TDI-technologie. Met een V12 TDI-motor aan boord wist de Audi R10 te winnen van zijn concurrenten met een benzinemotor doordat de R10 aanzienlijk minder vaak hoefde te tanken.

## Motoren
| TDI motoren met pompverstuiver (en verdeelpomp).  | TDI motoren met common-rail injectie.                                    |
| ------------------------------------------------- | ------------------------------------------------------------------------ |
| 1.2 3 in lijn TDI, 61 pk en 140 Nm                | 2.5 4 in lijn TDI, 89 tot 164 pk en 220 tot 350 Nm* (Volkswagen Crafter) |
| 1.4 3 in lijn TDI, 69 pk/80 pk en 155 Nm*         | 2.7 V6 TDI, 180 pk en 380 Nm*                                            |
| 1.4 3 in lijn TDI, 80 pk en 195 Nm                | 3.0 V6 TDI, 240 pk en 550 Nm*                                            |
| 1.9 4 in lijn TDI, 90 pk en 210 Nm (verdeelpomp}  | 3.3 V8 TDI, 225 pk en 480 Nm                                             |
| 1.9 4 in lijn TDI, 105 pk en 250 Nm*              | 4.0 V8 TDI, 275 pk en 650 Nm                                             |
| 1.9 4 in lijn TDI, 110 pk en 235 Nm (verdeelpomp) | 4.2 V8 TDI, 326 pk en 760 Nm*                                            |
| 1.9 4 in lijn TDI, 115 pk en 285 Nm               | 5.5 V12 TDI, 650 pk en 1100 Nm (prototype voor Audi R10 Le Mans)         |
| 1.9 4 in lijn TDI, 130 pk en 310 Nm               | 6.0 V12 TDI, 500 pk en 1000 Nm                                           |
| 1.9 4 in lijn TDI, 150 pk en 320 Nm               | 2.0 4 in lijn TDI, 143 pk en 320 NM*                                     |
| 2.0 4 in lijn, 140 pk en 320 Nm*                  | 2.0 4 in lijn TDI, 170 pk en 350 Nm*                                     |
| 2.5 5 in lijn TDI, 174 pk en 400 Nm*              | * = Roetfilter als optie.                                                |
| 2.5 V6 TDI, 150 pk en 310 Nm (verdeelpomp)        |                                                                          |
| 2.5 V6 TDI, 163 pk en 350 Nm (verdeelpomp)        |                                                                          |
| 2.5 V6 TDI, 180 pk en 370 Nm (verdeelpomp)        |                                                                          |
| 5.0 V10 TDI, 313 pk en 750 Nm                     |                                                                          |

De motoren worden veel in vermogen gewijzigd (getuned/gedowntuned), om een groter motoraanbod te verkrijgen.
Zo loopt het vermogen van de 1.9 tdi tegenwoordig van 90 pk (VW Golf) tot 160 pk (SEAT Ibiza Cupra)
De oude 1.9 TDI en 2.5 V6 TDI maken nog gebruik van een verdeelpomp.
De 1.2 TDI zat in de Volkswagen Lupo en de Audi A2 als superzuinige diesel die 3 liter per 100 km verbruikte.
De V10 TDI is in feite 2 'aan elkaar geplakte' 2.5 R5 TDI's; de ene cilinderbank dirigeert de andere. Deze motor heeft dus ook alles dubbel: dubbele turbo, dubbel motormanagement en dubbele intercooler. Hetzelfde geldt voor de 4.0 TDI, dat zijn twee 2.0 TDI motoren. Veel TDI motoren worden ook gebruikt door andere autofabrikanten; met name de 1.9 en 2 liter versie, maar deze worden dan anders benaamd.